# Пнікс

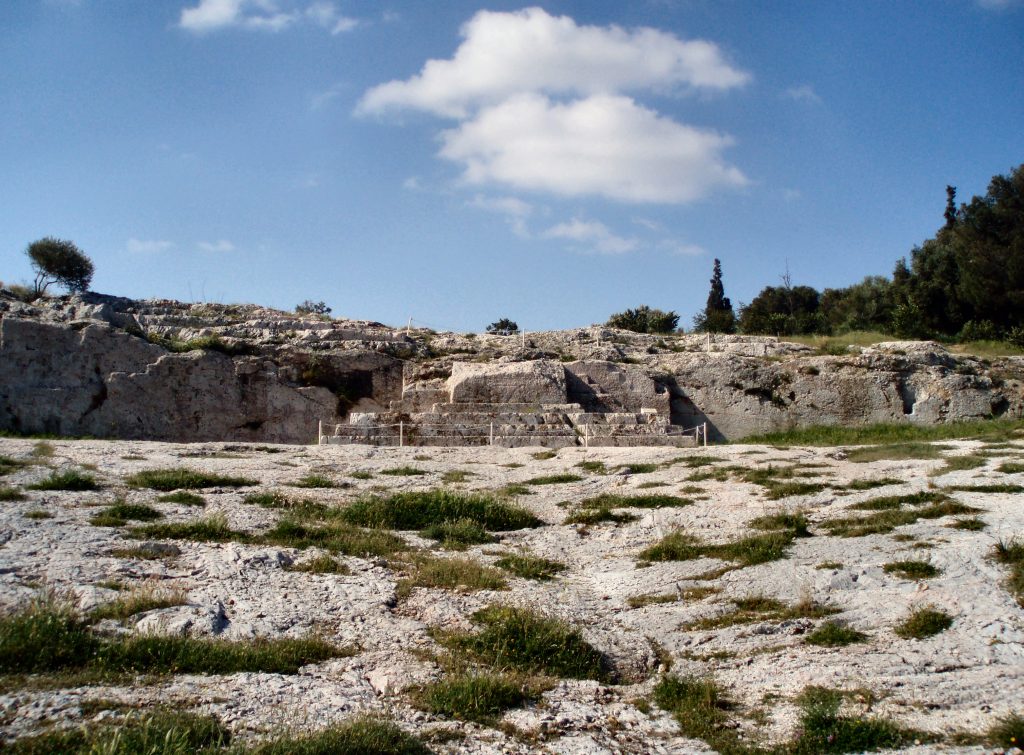
Пнікс — трибуна оратора

37°58′18″ пн. ш. 23°43′10″ сх. д. / 37.97167° пн. ш. 23.71944° сх. д.
37°58′18″ пн. ш. 23°43′10″ сх. д. / 37.971666666667° пн. ш. 23.719444444444° сх. д.
Пнікс (дав.-гр. Πνύξ [pnýks]; грец. Πνύκα, Pnyka) — це невисокий та невеликий за площею кам'янистий пагорб в центрі Афін, розташований неподалік від західного схилу пагорба Акрополя. Починаючи з 507 до н. е. тут проводились народні збори афінських громадян — екклесії, першого в історії людства демократичного органу влади.

## Історія
На Пнікс збирались усі громадяни Стародавніх Афін. Кворум звичайно становив 5-6 тисяч громадян, проте в разі вирішення питань надзичайного значення у зборах могли взяти участь до 15 тисяч громадян. При цьому терраса могла вміщувати до 10 тисяч осіб, звідси і пішла назва пагорба: у перекладі грец. Πνὐξ буквально означає «давка». З трибуни Пніксу, яка збереглась донині, промовляли усі найвідоміші давньогрецькі оратори, серед них Перикл, Фемістокл, Арістід, Нікій, Алківіад. Саме тут Демосфен засуджував царя Філліпа ІІ Македонського у своїх «Філіппіках».

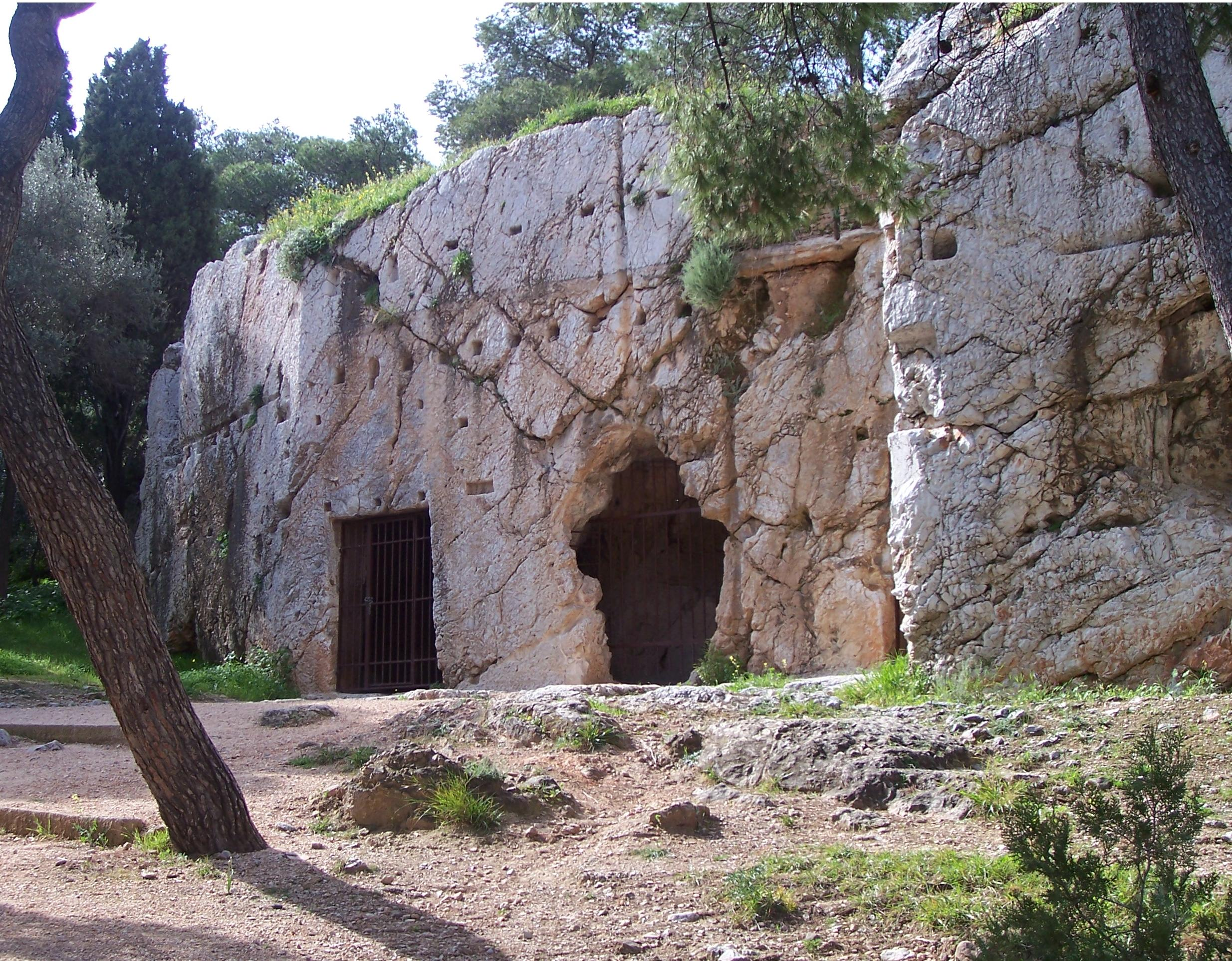
В'язниця Сократа

Пнікс як такий був утіленням демократичного принципу «ісігорія» (грец. ισηγορία), що означає рівні права усіх громадян визначати політику. Головуючий на зборах відкривав кожну зустріч, звертаючись до громадян з питанням: «Хто бажає говорити?» Двома іншими принципами афінської демократії були «ісономія» (грец. ισονομία) — рівність усіх громадян перед законом та «ісополітія» (грец. ισοπολιτεία) — загальне рівне голосування і право бути обраним. Після остаточного завершення робіт з будівництва Театру Діоніса на південно-східному схилі Афінського акрополя Національні збори обрали його своїм постійним місцем.
На одному зі схилів Пніксу була облаштована в'язниця, відома, зокрема, тим, що в ній утримувався один із найвидатніших давньогрецьких філософів Сократ (470 — 399 до н. е.) після арешту за обвинуваченням у «розбещенні молоді Афін своїми радикальними висловами». Пізніше його було засуджено до смертної кари і змушено прийняти отруту.